# Urs Haeberlin
Urs Haeberlin-Niklaus (* 8. Dezember 1937 in Zürich) ist ein Schweizer Pädagoge und emeritierter Professor für Heilpädagogik an der Universität Freiburg (CH).

## Leben und Wirken
Urs Haeberlin absolvierte eine Ausbildung zum Primarlehrer- und Sonderschullehrer und unterrichtete anschliessend. Nach einem zusätzlichen Studium der Pädagogik, Heilpädagogik und Germanistik an der Universität Zürich promovierte er 1967 mit einer Arbeit über Heilpädagogik. Von 1968 bis 1973 war er Forschungsassistent am Zentrum für empirische Bildungsforschung der Universität Konstanz und Lehrer am Lehrerseminar des Kantons Thurgau. 1973 wechselte er als wissenschaftlicher Assistent an den Lehrstuhl für Allgemeine Erziehungswissenschaft an die Universität Tübingen, wo er sich 1973 für das Fach Erziehungswissenschaft habilitierte. 1976 erfolgte seine Berufung auf eine Professur für Erziehungswissenschaft an die Universität Heidelberg. 1979 wurde er als Professor für Heilpädagogik an die Universität Freiburg (Schweiz)  berufen, wo er auch als Direktor des Heilpädagogischen Instituts wirkte.

## Publikationen (Auswahl)
- Die Phantasie in Erziehung und Heilerziehung. Bern: Huber 1968. (Diss. phil. I, Univ. Zürich). (Beiträge zur Heilpädagogik und heilpädagogischen Psychologie; 10).
- Schulreform-zwischen Praxis, Politik und Wissenschaft: Materialien zu Theorie und Praxis einer schweizerischen Schulreform. Basel: Beltz 1971.
- als Hrsg.: Gesamtschule (Schweiz)|Schweizer Gesamtschulmodelle. Eine Zusammenstellung von Berichten über neue Volksschuloberstufenmodelle mit gesamtschulartigen Merkmalen. Basel: Beltz 1972.
- Wortschatz und Sozialstruktur. Untersuchungen zu sozialbedingten sprachlichen Unterschieden und Umrisse einer kommunikativen Pädagogik. Einsiedeln: Benziger; Aarau: Sauerländer [1975]. ISBN 3-545-39508-1 (Benziger); ISBN 3-7941-0258-4 (Sauerländer).
- Empirische Analyse und pädagogische Handlungsforschung. In: Zeitschrift für Pädagogik 21 (1975), H. 5, S. 653–676.
- Das Menschenbild für die Heilpädagogik. Bern: Haupt 1985.
- mit Gérard Bless, Urs Moser und Richard Klaghofer: Die Integration von Lernbehinderten. Versuche, Theorien, Forschungen, Enttäuschungen, Hoffnungen. Bern Haupt 1990. ISBN 3-258-04171-7. (Beiträge zur Heil- und Sonderpädagogik; 9).
- Heilpädagogik als wertgeleitete Wissenschaft. Bern: Haupt 1996.
- mit Winfried Kronig und Michael Eckhart: Immigrantenkinder und schulische Selektion. Pädagogische Visionen, theoretische Erklärungen und empirische Untersuchungen zur Wirkung integrierender und separierender Schulformen in den Grundschuljahren. Bern: Haupt 2000. ISBN 3-258-06155-6. (Beiträge zur Heil- und Sonderpädagogik; 26).
- mit Christian Imdorf und Winfried Kronig.Von der Schule in die Berufslehre: Untersuchungen zur Benachteiligung von ausländischen und von weiblichen Jugendlichen bei der Lehrstellensuche (PDF; 29 kB). Bern: Haupt 2004. ISBN 3-258-06729-5.
- Grundlagen der Heilpädagogik: Einführung in eine wertgeleitete erziehungswissenschaftliche Disziplin. UTB/ Bern: Haupt 2005. "Inhaltsverzeichnis" (PDF; 269 kB).